# Eddie Cantor
Eddie Cantor, egentlig Israel Iskowitz (31. januar 1892 i New York City – 10. oktober 1964), var en amerikansk komiker, sanger, skuespiller og tekstforfatter, og blev fra 1920'erne og mere end 30 år frem én af USA's mest berømte og populære entertainere, ikke mindst på grund af sin udstråling, gode sangstemme og rullende øjne. Én af hans kendeste sange hed If You Knew Suzie. I 1930'erne optrådte han i sit eget radioprogram. Han blev gift i 1913 og fik fem børn. Cantor indspillede en lang række film og blev i 1956 hædret med en æres-Oscar.